# De dienstlift
De dienstlift (Engels: The Dumb Waiter) is een eenakter uit 1957 van de toneelschrijver en Nobelprijswinnaar Harold Pinter. Het was een van zijn eerste toneelstukken. De première vond plaats in de Londense Hampstead Theatre Club op 21 januari 1960. 

## Synopsis
De huurmoordenaars Ben en Gus wachten in een kelder op hun taak. In de openingsscène leest Ben een krant en Gus poetst zijn schoenen. Gus stelt Ben veel vragen terwijl hij zich gereed maakt voor de klus en probeert thee te zetten. Zijn vragen richten zich op hun werk waarmee hij zich het concept van hun werk lijkt te bevragen. Beiden ruziën over de woordenkwestie 'de ketel aansteken' of 'het gasfornuis aansteken'. Ben vervolgt het lezen in zijn krant en leest er delen uit voor om klaarblijkelijk het gesprek op een ander onderwerp te brengen. Ben raakt meer en meer op dreef in het voorlezen uit zijn krant en Gus zijn vragen worden steeds scherper en soms onzinniger. Als de spanning oploopt neemt het spel in fysieke mate toe.
In de kelder is een dienstlift die zo nu en dan menuverzoeken bezorgt. Dit is een mysterieus verschijnsel en beide heren verwonderen zich erover waarom deze opdrachten blijven komen. Op een gegeven ogenblik sturen ze met de lift het enige eten dat ze hebben naar boven. Als de verzoeken maar blijven komen, stijgt de spanning en veroorzaakt het een knokpartij. Via een spreekbuis legt Ben aan de mensen boven uit dat er geen eten meer is om naar boven te sturen. Dit hele gedeelte is nogal apart aangezien de kelder duidelijk niet toereikend is uitgerust om de menuverzoeken in te willigen.
Gus verlaat het vertrek om in de badkamer water te drinken. Als de spreekbuis fluit (een teken dat er iemand aan de andere zijde is die iemand wil spreken), luistert Ben zorgvuldig. Uit zijn antwoorden blijkt dat hun slachtoffer is gearriveerd en onderweg is naar de kelder. Ben roept Gus, die nog steeds elders is. De deur waar het slachtoffer door zal binnenkomen vliegt open en Ben keert zich tegen hem met zijn pistool en Gus komt binnenvallen ontdaan van zijn jas, vest, stropdas en pistool. Er valt een lange stilte en de twee kijken elkaar lang aan voordat het gordijn neergaat. Nu wordt duidelijk dat Ben is ingehuurd om Gus om te brengen.

## Nederlandse uitvoering
In 1976 hebben Kees van Kooten en Wim de Bie een Nederlandse tv-opvoering gemaakt van dit stuk. Hiervoor is het stuk door Barbara van Kooten hertaald naar het plat-Haags. De personages heten hier Ben (gespeeld door Wim de Bie) en Guus (gespeeld door Kees van Kooten) .

## In Bruges
Voor de film 'In Bruges' (2008) achten recensenten regisseur Martin McDonagh schatplichtig aan zowel de plot als de dialoog van 'The Dumb Waiter'.